# Guerra Ameríndia del Nord-oest

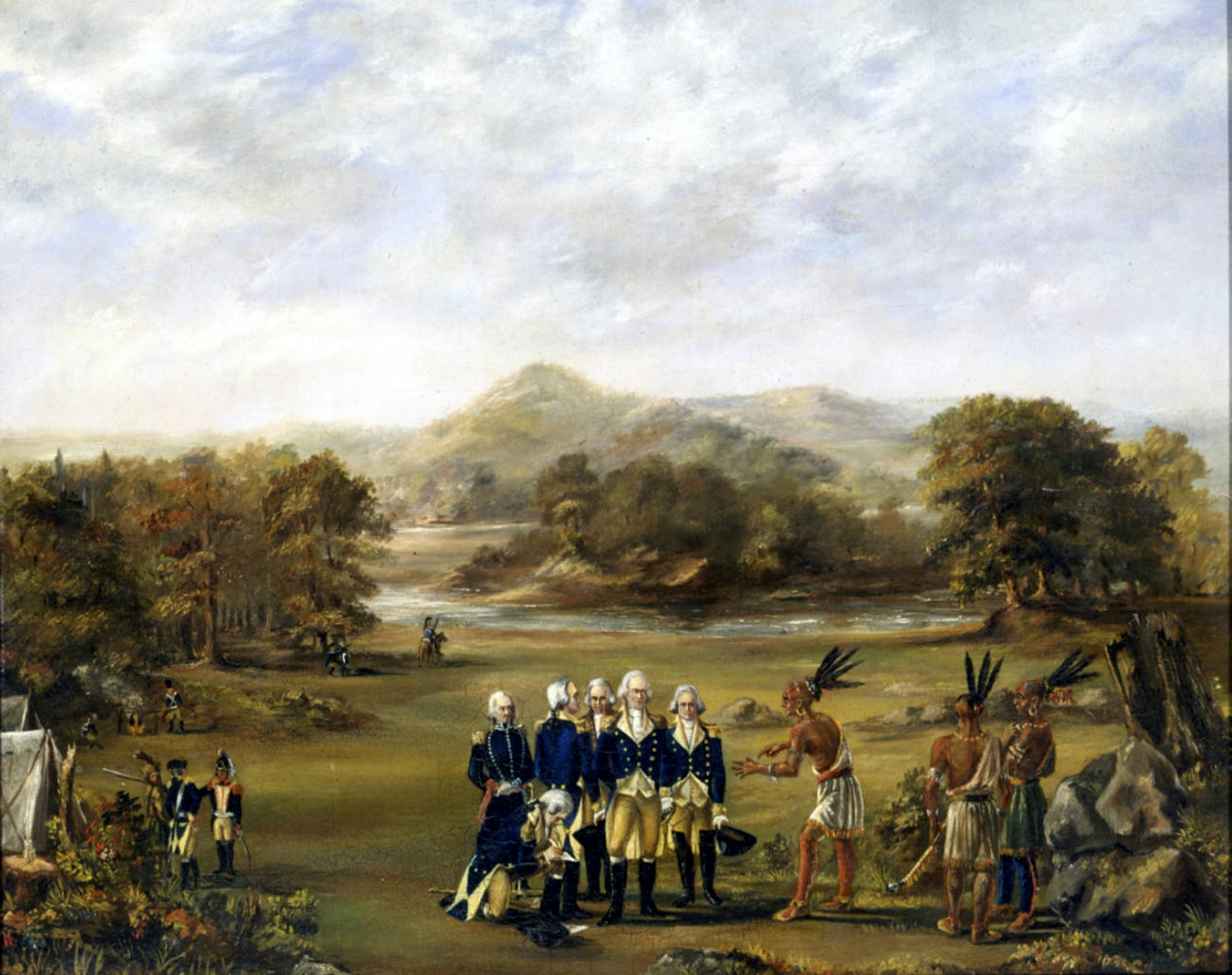
Tractat de Greenville

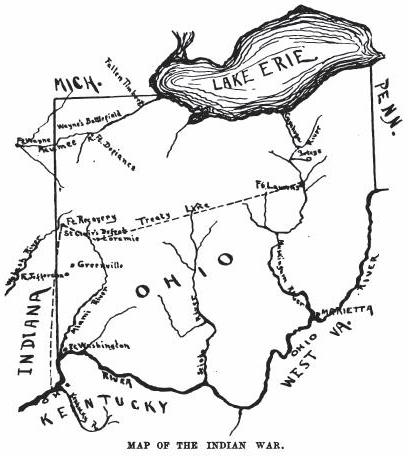
Mapa de la Guerra Ameríndia del Nord-oest

La Guerra Ameríndia del Nord-oest, en anglès: Northwest Indian War (1785–1795), o Little Turtle's War va ser una guerra mantinguda entre els Estats Units i una confederació de nombroses tribus d'amerindis dels Estats Units per al control del Territori del Nord-oest (Northwest Territory) britànic. Va ser seguit per centenars de conflictes sobre aquest territori, primer entre les tribus d'amerindis nord-americans i després amb aliances canviants entre les tribus i les potències europees: França, Gran Bretanya, i els seus colons.
Sota el Tractat de París (1783), amb el qual es va acabar la Guerra d'Independència dels Estats Units, Gran Bretanya cedí als Estats Units el "control" del Northwest Territory, el qual estava ocupat per nombroses tribus d'amerindis. Malgrat aquest tractat, els britànics van mantenir forts i polítiques que donaven suport als amerindis del territori del Nord-oest. El President George Washington dirigí la United States Army per aturar les hostilitats entre els natius i els colons per reforçar la sobirania dels Estats Units sobre el territori. Els amerindis infringiren diverses derrotes als militars i la milícia estatunidenca incloent la Harmar Campaign (1790) i la St. Clair's Defeat (1791). Uns 1.000 militars i milicians van ser morts.
Després de la desfeta de St. Clair, Washington ordenà al General "Mad" Anthony Wayne que organitzés i entrenés una força d'artilleria. Wayne va prendre el comandament de la nova Legion of the United States a finals de 1793. Va conduir els seus homes a la decisiva victòria de la batalla de Fallen Timbers el 1794. Els amerindis vençuts van ser forçats a cedir grans extensions de territori, incloent l'actual Ohio, pel Tractat de Greenville de 1795.

## Confederació ameríndia
- Little Turtle (miami)
- Blue Jacket (shawnee)
- Tecumseh (shawnee)
- Buckongahelas (lenape)
- Roundhead o Stayeghtha (wyandot)
- Egushawa (ottawa)